# Timarete

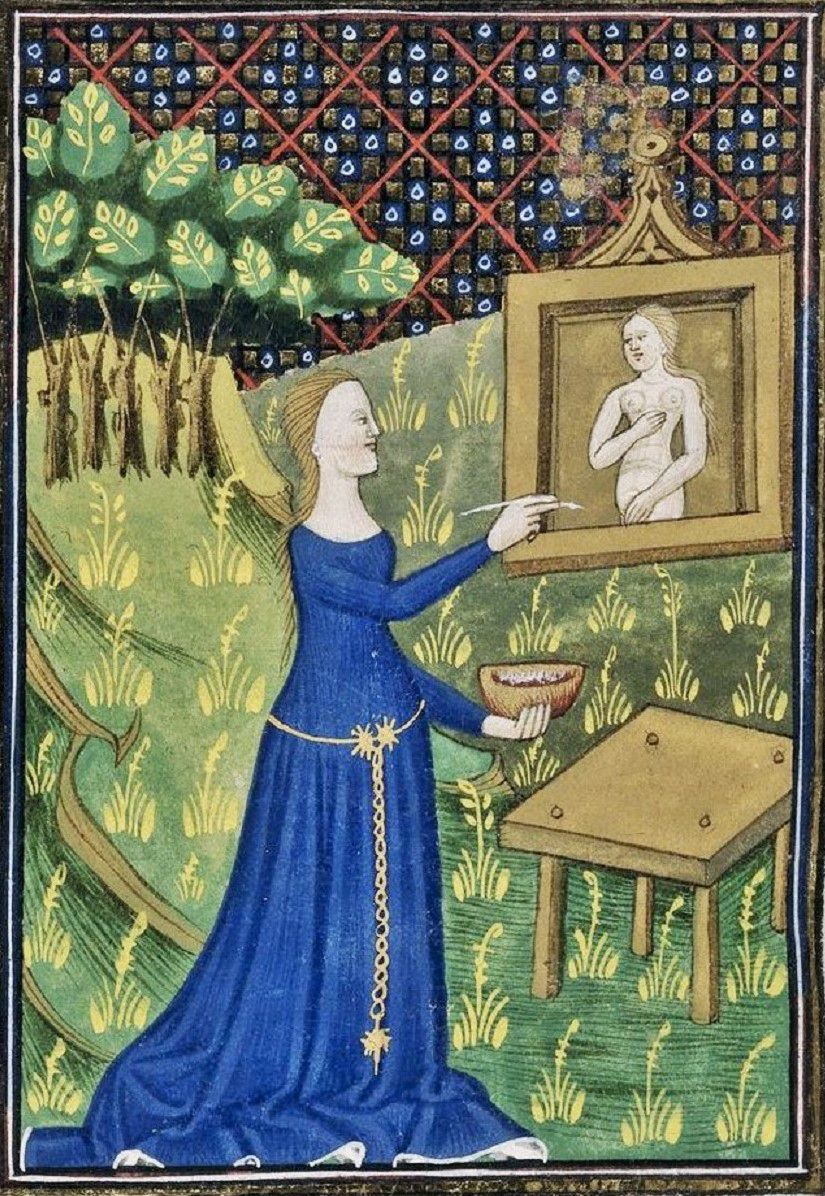
Detalhe de uma miniatura de Timarete pintando a deusa Diana, N. France,(Rouen) século XV.

Timarete (Grego: Τιμαρέτη), ou Thamyris, Tamaris, Thamar, (século V a.C.), foi uma pintora da Grécia Antiga.
Ela é uma das seis artistas femininas da antiguidade mencionadas na História Natural de Plínio, o Velho (XL.147–148) em 77 d.C.: Timarete, Irene, Calipso, Aristarete, Iaia, Olympias. Elas são mencionadas mais tarde no De mulieribus claris de Boccaccio.